# Klockfacelia
Klockfacelia (Phacelia campanularia) är en art i familjen strävbladiga växter från Kalifornien. Arten odlas som ettårig sommarblomma i Sverige.